# ديفيد بولسين
ديفيد بولسين (بالإنجليزية: David Paulsen)‏ هو كاتب سيناريو أمريكي، ولد في 3 مارس 1946.

## وصلات خارجية
- ديفيد بولسين على موقع IMDb (الإنجليزية)
- ديفيد بولسين على موقع ألو سيني (الفرنسية)
- ديفيد بولسين على موقع قاعدة بيانات الأفلام السويدية (السويدية)
- ديفيد بولسين على موقع قاعدة بيانات الفيلم (الإنجليزية)
- ديفيد بولسين على موقع كينوبويسك (الروسية)